# Чукарка
Чукарка (болг. Чукарка) — село в Бургасской области Болгарии. Входит в состав общины Айтос. Находится примерно в 12 км к юго-западу от центра города Айтос и примерно в 33 км к северо-западу от центра города Бургас. По данным переписи населения 2011 года, в селе  проживало 611 человек.

## Население
| Год     | 1934 | 1946 | 1956 | 1965 | 1975 | 1985 | 1992 | 2001 | 2011 |
| ------- | ---- | ---- | ---- | ---- | ---- | ---- | ---- | ---- | ---- |
| Жителей | 619  | 601  | 599  | 538  | 532  | 523  | 552  | 576  | 611  |

| Национальность  | Человек | Процент |
| --------------- | ------- | ------- |
| болгары         | 5       | 0,82%   |
| турки           | 382     | 62,52%  |
| цыгане          | 220     | 36,01%  |
| не определились | 4       | 0,65%   |
| Всего ответов   | 611     |         |

|  |